# Tomasi Puapua
Tomasi Puapua (ur. 10 września 1938) – polityk z Tuvalu, premier i minister spraw zagranicznych w latach 1981–1989 oraz gubernator generalny w latach 1998–2003 (do uzyskania wieku emerytalnego).